# Падеж (Лесковац)
Падеж је насељено место града Лесковца у Јабланичком округу. Према попису из 2022. било је 14 становника.
Овде се налази Споменик Падеж-Слатина

## Положај села
Насеље лежи на врло незгодном положају и његово становништво је веома сиромашно. Село је везано за особито стрму падину између Копашничке Реке са запада и Падешког Потока са истока. Висина села креће се од 700 до 800 метара. Околна насеља су Несврта и Слатина.

## Земље и шуме
Поједини крајеви атара око села носе ове називе: Кукуље, Гарине, Змијарник, Војина Њива, Голема Њива, Ајдучка Чука, Старо Гумно, Крушка, Гувниште, Леска, Песина, Присада, Пољане, Језеро, Тескоба, Врпољане, Самоковиште, Ђелин Брег, Причје, Горуновац, Старе Кошаре, Конопљиште, Грашиште, Калуђерска Падина, Буковје, Петрићева Падина, Радлова Чука, Клокочкарница, Младенов Кладенац, Копотине, Тржица, Градац и Раван.

## Тип села
Падеж је село углавном збијеног типа. Подељено је на пет махала које носе називе: Падинска, Синадиновска, Милошајка, Дикинска и Белокаменска. Село је 1961. године имало 35 домова.

## Старине у селу
Потес Градац лежи западно од села. Тамо је брдашце Кале. На том узвишењу, по казивању мештана, познаје се „један шанац“ и има слабих остатака од некадашњих зидова.
Самоковиште је са доње стране села у долини Копашничке Реке. За време Турака тамо се „радило гвожђе“. На Самоковишту сада се познаје „згурија“.

## Постанак села
Данашње село основао је предак од кога потичу родови Синадиновци, Стојанкини и Динкинци. То је било пре око 130 година. Он се (предак) са укућанима доселио из познатог насеља Црне Траве у сливу Власине. Кућа оснивача села налазила се на потесу Раван. Ту су се његови синови поделили и тако је тај део насеља имао три куће. Становници ових кућа касније су променили локације живљења где су основали три махале: Синадиновску, Падинску и Динкинску.
Сеоска слава је Спасовдан.
Гробље је у самом насељу.

## Демографија
У насељу Падеж живи 42 пунолетна становника, а просечна старост становништва износи 41,8 година (46,5 код мушкараца и 38,0 код жена). У насељу има 16 домаћинстава, а просечан број чланова по домаћинству је 3,63.
Ово насеље је у потпуности насељено Србима (према попису из 2002. године).
|  |

| Демографија | Демографија | Демографија |
| Година      | Становника  | Становника  |
| ----------- | ----------- | ----------- |
| 1948.       | 213         |             |
| 1953.       | 216         |             |
| 1961.       | 223         |             |
| 1971.       | 223         |             |
| 1981.       | 177         |             |
| 1991.       | 117         | 102         |
| 2002.       | 58          | 69          |
| 2011.       | 25          |             |
| 2022.       | 14          |             |

| Етнички састав према попису из 2002.‍ | Етнички састав према попису из 2002.‍ | Етнички састав према попису из 2002.‍ | Етнички састав према попису из 2002.‍ | Етнички састав према попису из 2002.‍ |
| ------------------------------------ | ------------------------------------ | ------------------------------------ | ------------------------------------ | ------------------------------------ |
|                                      |                                      |                                      |                                      |                                      |
| Срби                                 | Срби                                 |                                      | 58                                   | 100,0%                               |
| непознато                            | непознато                            |                                      | 0                                    | 0,0%                                 |

| Година пописа     | 1948. | 1953. | 1961. | 1971. | 1981. | 1991. | 2002. |
| ----------------- | ----- | ----- | ----- | ----- | ----- | ----- | ----- |
| Број домаћинстава | 30    | 30    | 38    | 42    | 39    | 27    | 16    |

| Број чланова      | 1 | 2 | 3 | 4 | 5 | 6 | 7 | 8 | 9 | 10 и више | Просек |
| ----------------- | - | - | - | - | - | - | - | - | - | --------- | ------ |
| Број домаћинстава | 4 | 2 | 1 | 4 | 1 | 2 | 2 | 0 | 0 | 0         | 3,63   |

| Пол    | Укупно | Неожењен/Неудата | Ожењен/Удата | Удовац/Удовица | Разведен/Разведена | Непознато |
| ------ | ------ | ---------------- | ------------ | -------------- | ------------------ | --------- |
| Мушки  | 22     | 4                | 15           | 3              | 0                  | 0         |
| Женски | 24     | 4                | 16           | 4              | 0                  | 0         |
| УКУПНО | 46     | 8                | 31           | 7              | 0                  | 0         |

| Пол    | Укупно                    | Пољопривреда, лов и шумарство | Рибарство                            | Вађење руде и камена | Прерађивачка индустрија       |
| ------ | ------------------------- | ----------------------------- | ------------------------------------ | -------------------- | ----------------------------- |
| Мушки  | 8                         | 0                             | 0                                    | 0                    | 3                             |
| Женски | 2                         | 1                             | 0                                    | 0                    | 1                             |
| УКУПНО | 10                        | 1                             | 0                                    | 0                    | 4                             |
| Пол    | Производња и снабдевање   | Грађевинарство                | Трговина                             | Хотели и ресторани   | Саобраћај, складиштење и везе |
| Мушки  | 1                         | 1                             | 0                                    | 0                    | 0                             |
| Женски | 0                         | 0                             | 0                                    | 0                    | 0                             |
| УКУПНО | 1                         | 1                             | 0                                    | 0                    | 0                             |
| Пол    | Финансијско посредовање   | Некретнине                    | Државна управа и одбрана             | Образовање           | Здравствени и социјални рад   |
| Мушки  | 0                         | 0                             | 0                                    | 0                    | 0                             |
| Женски | 0                         | 0                             | 0                                    | 0                    | 0                             |
| УКУПНО | 0                         | 0                             | 0                                    | 0                    | 0                             |
| Пол    | Остале услужне активности | Приватна домаћинства          | Екстериторијалне организације и тела | Непознато            | Непознато                     |
| Мушки  | 0                         | 0                             | 0                                    | 3                    | 3                             |
| Женски | 0                         | 0                             | 0                                    | 0                    | 0                             |
| УКУПНО | 0                         | 0                             | 0                                    | 3                    | 3                             |